# 아키라촌 (미에현)
아키라촌(明村)은 미에현 가와게군에 설치되었던 촌이다. 현재의 쓰시에 해당하며, 일부 지역은 가메야마시에 해당한다.